# Grande tempête de 1705
 (juin 2017).
Si vous disposez d'ouvrages ou d'articles de référence ou si vous connaissez des sites web de qualité traitant du thème abordé ici, merci de compléter l'article en donnant les références utiles à sa vérifiabilité et en les liant à la section « Notes et références ».
La grande tempête de 1705 est un cyclone extratropical qui toucha l'Ouest et le Nord de la France dans la nuit du 29 au 30 décembre 1705. Bien que souvent mentionné comme un ouragan, il ne peut s'agir d'un système tropical qui ne peut se développer en hiver, le terme réfère plutôt à la force des vents dans l'échelle de Beaufort.

## Présentation
Une tempête s'élève dans la nuit du 29 au 30 décembre 1705. Ce vent cause beaucoup de désastres :
- renversement de clochers à Domfront dans l'Orne, à Neuf-Marché dans la Seine-Maritime, du Couvent des Dames de Beaumont à Valenciennes[1].
- La flèche de la tour du chœur de l'Église Notre-Dame de Louviers est détruite.
- destruction partielle du logis abbatial et de l'église de l'Abbaye de Lannoy.
- destruction du porche devant le portail occidental de l'Église Saint-Ouen de Therdonne.
- à Amiens, la tempête enlève les combles et une partie des galeries de la chapelle Saint-Jacques, elle endommage aussi la cathédrale d'Amiens.
- à La Colombe Le mercredi 29 Déc. 1705 depuis viron deux heures de matin jusqu'à viron 6h. Du matin, il est venu une telle tourmente de vent que l'église de ce lieu, tant aux murailles, careaulx et croisilons (sic) desus le superficie, couverture, festure ont entièrement esté brisée et l'ont ne peut estimer la perte ensuitte de l'accident précédent et sans pouvoir y apporter secours. Les maisons, plans et arbres dans presque tout le pays renversés, ce que de mémoire d'homme on n'en avoit vü autant et dont la perte ne se peut estimer ; les eaux entièrement débordées. La grosse de ce présent a esté fournye le 11 janvier 1705 entre les mains de Sr de la Valette-LeMaistre, avocat à Coutances suivant son acquis.
- à Laval, la tempête décoiffe une centaine de maisons et abat dans la forêt de Concise tant de chênes et de fouteaux...qu'il semblait qu'on eut pris plaisir à les entasser les uns sur les autres...
- à Mayenne : Le vent a déraciné beaucoup d'arbres, a emporté la cloche de l'horloge du couvent des Capucins de Mayenne dont le timbre a été brisé
- au Havre : la moitié de la jetée du nord est emportée. L'entrée du port est comblée par le galet de la côte du Nord et par les matériaux que contenait cette jetée. La pleine de l'Eure est complètement inondée, et plusieurs navires périrent à l'entrée du port.
- à Nantes, dans la rade de Paimboeuf, 40 navires disparaissent.
- à Châteaubriant, la flèche de l'Église Saint-Jean de Béré est endommagée
- à Saint-Brieuc, il y a des désastres assez grands pour que la communauté de ville en donne connaissance aux Etats de Bretagne, alors assemblés à Vitré.
- à Fougères, la flèche du Beffroi de Fougères est renversée[2].
- à Sarzeau, grande marée et ouragan d’une violence inouïe durant 3 jours. L’océan, écrit le curé de Sarzeau, monte à seize pieds plus haut que les plus fortes reverdies, cerne et envahit tous les hameaux de paludiers et noie deux d’entre eux.